# Saxon, Valais
Saxon (frankoprovensalska: Sasson) är en ort och kommun i distriktet Martigny i kantonen Valais, Schweiz. Kommunen har 7 114 invånare (2023).